# Précillia Rinaldi
Précillia Rinaldi (Évreux, 28 luglio 1998) è una calciatrice francese, centrocampista dell'Orléans.

## Carriera

### Club
Précillia Rinaldi cresce calcisticamente nelle giovanili del Paris Saint-Germain, giocando nella loro formazione Under-19, ricoprendo il ruolo di difensore e indossando nelle ultime stagioni la fascia di capitano. Con la maglia dell'U19 conquista per due stagioni consecutive, 2015-2016 e 2016-2017, il trofeo nazionale di categoria. Inserita anche nella rosa della prima squadra non ebbe comunque occasione di venire impiegata in campionato.
Durante il calciomercato estivo 2017 coglie l'occasione per giocare per la prima volta in carriera all'estero, sottoscrivendo un accordo con la Fiorentina Campione d'Italia per giocare in Serie A la stagione 2017-2018. Grazie alla vittoria in campionato della sua nuova squadra ha inoltre l'occasione di fare il suo debutto in UEFA Women's Champions League, siglando agli ottavi di finale della stagione 2017-2018 una delle tre reti con cui la Fiorentina pareggia 3-3 in casa del Wolfsburg, risultato comunque ininfluente per il passaggio del turno che grazie al risultato dell'andata è conquistato dalle tedesche. Conclude la sua esperienza italiana con un tabellino personale di 16 npèresenze e una rete siglata in campionato.
Nell'estate 2018 si accorda con l'Orléans, neopromosso in Division 2 Féminine.

## Palmarès

### Club
- Coppa Italia: 1

Fiorentina: 2017-2018